# Kōsen Sōon
Kōsen Sōon (ur. 3 sierpnia 1816, zm. 16 stycznia 1892; jap. 洪川宗温) – japoński mistrz zen, najwybitniejszy uczeń mistrza Gisana Zenraia, znany pod swoim rodzinnym mianem jako Imakita Kōsen (今北洪川). Był bardzo ważną postacią zen w okresie przechodzenia z przednowoczesnej do nowoczesnej religii.

## Życiorys
Pochodził ze znanej rodziny w Settsu. Ponieważ jego ojciec był konfucjanistą, Kōsen studiował konfucjanizm i kształcił się w czytaniu chińskiej literatury. Pomiędzy 13 a 18 rokiem życia uczył się w szkole konfucjanisty Fujisawy Tōgaia (1794–1869), który zamiast nauk Konfucjusza i Mencjusza interesował się głównie naukami Laozi. Pod kierunkiem Fujisawy Kōsen nauczył się wartości intuicji i wewnętrznego doświadczenia. Prawdopodobnie wtedy zainteresował się zenem.
W wieku 24 lat wstąpił do klasztoru zen. W jakiś czas potem przybył do klasztoru Shōkoku w Kioto, aby praktykować u słynnego z wyjątkowego rygoru mistrza zen Daisetsu Shōena (1797–1855). Praktyka pod jego kierunkiem była tak surowa, że mistrz ten zmuszał do opuszczenia klasztoru uczniów nie potrafiących się dostosować. Kōsen praktykował u Daisetsu przez siedem lat. Następnie mistrz posłał go do klasztoru Sōgen w Okayamie, prowadzonego przez mistrza zen Gisana Zenraia (zm. 1877). Pod jego kierunkiem Kōsen osiągnął oświecenie.
Po tym doświadczeniu Kōsen kontynuował praktykę i studiował pod kierunkiem wielu innych mistrzów. Następnie prowadził liczne małe świątynie zen.
Jego dojrzałe lata jako mistrza zen dzieli się na dwa równe okresy, które pokrywają się z czasem, gdy był opatem Eikō-ji w Iwakumi (lata 1858–1875) i następnie opatem Engaku-ji w Kamakurze (lata 1875–1892). W obu tych świątyniach zen Kōsen utrzymywał porządek i dyscyplinę, a szczególnie poświęcił się ukierunkowywaniu swoich uczniów. Obie świątynie zostały także przez niego rozbudowane. Oba te miejsca znacznie się różniły, gdyż Eikō-ji był miejscem spokojnym, w którym wiele czasu przeznaczał na pisanie. Natomiast Engaku-ji był dużym i znanym kompleksem klasztornym znajdującym się w byłej stolicy. Jednym z najbardziej znanych tekstów napisanych w Eikō-ji jest "Muji no uta", długi hymn poświęcony chińskiemu znakowi oznaczającemu "pustkę", który jest śpiewany i dziś w celu pobudzenia do wytrwałej praktyki.
W 1862 roku powstało jego słynne dzieło zatytułowane Zenkai ichiran (禅海一瀾; Fala na morzu zen). Ta praca dała mu stałą pozycję wśród twórców literatury zen. Spowodowała ona również odpowiedź ze strony konfucjańskiego uczonego, wyznawcy Wang Yangminga - Higashiego Takusha. Chociaż mistrz stoi twardo na stanowisku "przekazu umysłu poza słowami i pismami", to jednak podkreśla także wartość studiów akademickich.
W okresie, gdy odchodził z Eikō-ji, spędził trochę czasu w klasztorze Zuiō w Hagi, który znajdował się w pobliżu wpływowego daimyō z klanu Mōri. Okres 1868–1871 był momentem szczytowym w antybuddyjskim ruchu w Japonii. Kōsen nie ugiął się pod atakami. Przekonał świeckich buddystów, że buddyzm się obroni i ostatecznie zwycięży swoją zbawiającą mocą. W nowo utworzonym ministerstwie edukacji został obdarzony nadzorowaniem masowej edukacji w Yamaguchi.
W 1877 roku Kōsen został wyznaczony opatem Engaku-ji w Kamakurze i zrezygnował z funkcji dyrektora organizowania szkoły rinzai. Jako opat stworzył i rozwinął program dla świeckich buddystów. Równocześnie nieustannie rosła ilość mnichów zostających jego uczniami. W 1881 wybudował w tym klasztorze nowy budynek mnichów. Klasztor był głównym ośrodkiem zenu rinzai w rejonie Kantō i utrzymywał swoją wysoką pozycję.
W ostatnich dekadach życia Kōsen piastował liczne stanowiska i otrzymał wiele zaszczytnych tytułów. Jego charyzma wyniosła go nie tylko na przywódcę szkoły rinzai, ale także stał się rzecznikiem całego buddyzmu japońskiego. Interesował się filozofią europejską. Wykazywał wielką tolerancję dla shintō, konfucjanizmu i taoizmu, jednak uważał, że jedyną religią przynoszącą korzyść Japończykom jest buddyzm. Chrześcijaństwo traktował jako religię obcą i dlatego nie miał do niego przyjacielskiego nastawienia.
Mimo tego, iż nie był całkowicie wolny od efektu długowiecznej izolacji Japonii, można go określić jako "najbardziej postępową postać w okresie pierwszej fazy ery Meiji".

## Prace literackie
- "Muji no uta" - hymn
- Zenkai ichiran

## Linia przekazu Dharmy zen
Pierwsza liczba oznacza liczbę pokoleń od Pierwszego Patriarchy chan w Indiach Mahakaśjapy.
Druga liczba oznacza liczbę pokoleń od Pierwszego Patriarchy chan w Chinach Bodhidharmy.
Trzecia liczba oznacza początek nowej linii przekazu w innym kraju.
- 67/40/13. Hakuin Ekaku (1685–1768) szkoła Hakuina

- 68/41/14. Daido Don’e (bd)

- 69/42/15. To’un Zengi (zm. 1782)

- 68/41/14. Satsu świecka spadkobierczyni Dharmy
- 68/41/14. Daikyu Eho (Genshu) (1716–1776)

- 69/42/15. Daiun Rinzei (zm. 1795)
- 69/42/15. Tengan Shiben (1737–1805)
- 69/42/15. Issan Shinko (1740–1815)

- 68/41/14. Shokan Dairin (Tairei, Daienkakuo) (1724–1807)

- 69/42/15. Getsuan Shoyu (bd)
- 69/42/15. Bunrei Shogai (bd)

- 68/41/14. Tōrei Enji (1721–1792)

- 69/42/15. Daikan Monju (1766–1842)

- 68/41/14. Gasan Jitō (1726–1797)

- 69/42/15. Inzan Ien (1751–1814)

- 70/43/16. Sekkan Shoju (1766–1835)
- 70/43/16. Kohan Kokan (1776–1843)

- 71/44/17. Tsu’o Sotetsu (1801–1854)

- 72/45/18. Seitei Genshi (1815–1881)

- 73/46/19. Yorei Itei (1815–1901)
- 73/46/19. Yamaoka Tesshu (Yamaoka Tetsushu) (1815–1901)

- 70/43/16. Tōrin Sōju (zm. 1837)

- 71/44/17. Settan Shōboku (1812–1873)

- 72/45/18. Keichu Bundo (1824–1905)
- 72/45/18. Tairyu Bun’i (1826–1880)

- 73/46/19. Daigi Sogon (1841–1874)

- 74/47/20. Sho’in I’so (1865–1924)

- 75/48/21. Muin Isei (bd)

- 76/49/22. Kaji’ura Itsugai (1896–?)

- 77/50/23. Hasegawa Seikan (ur. 1945)

- 70/43/16. Taigen Shigen (Taigen Gisan) (1768–1837)

- 71/44/17. Etan Daishin (1792–1870)
- 71/44/17. Daisetsu Shōen (1797–1855)

- 72/45/18. Dokun Jōshu (1819–1895)

- 73/46/19. Banryo Zenso (1848–1935)

- 74/47/20. Miura Joten (Joten Soko) (1871–1958)

- 75/48/21. Kyozan Joshu Sasaki (1 kwietnia 1907-?) USA, Kanada

- 73/46/19. Kan’o Sokai (1856–1923)

- 74/47/20. Zeggaku Bunki (1872–1932)

- 72/45/18. Gido Shoseki (1814–1865)

- 71/44/17. Gisan Zenrai (1802–1878)

- 72/45/18. Tekisui Giboku (1822–1899)

- 73/46/19. Ryoen Genseki (Ryu’en Genseki) (1842–1918)

- 74/47/20. Seki Seisetsu Genjo (1877–1945)

- 75/48/21. Seki Bokuo Sou’un (1903–1991)

- 76/49/22. Sōgen Ōmori (1904–sierpień 1994)

- 77/50/23. Hosokawa Dōgen (ur. 1947)
- 77/50/23. Kadawaki Kakichi (bd)
- 77/50/23. Terayama Katsujo (ur. 1938)
- 77/50/23. Tanouye Tenshin (ur. 1938)

- 78/51/24. Toyoda Fumio (Tenzan Gensei) (8 listopada 1947-4 lipca 2001)
- 78/51/24. Honda (bd)
- 78/51/24. Kow (bd)
- 78/51/24. Teruya (bd)

- 75/48/21. Yamada Mumon (1900–1988)

- 76/49/22. Shōdō Harada (ur. 1940)
- 76/49/22. Taikai Doken (Ikoma) (ur. 1935)
- 76/49/22. Kataoka Shonen (bd)
- 76/49/22. Kono Taitsu (ur. 1930)
- 76/49/22. Noritake Shunan (bd)
- 76/49/22. Engaku Taino (bd)
- 76/49/22. Masataka Toga (bd)
- 76/49/22. Jyogi Taikan (ur. 1941) Włochy
- 76/49/22. Gerta Maria Luise Karoline Ital (1904–1988) Francja

- 73/46/19. Gazan Shotei (Hashimoto) (1853–1900)

- 72/45/18. Ekkei Shuken (1809–1883)

- 73/46/19. Kokan Soho (1839–1903)

- 74/47/20. Sosan Echo (Ikegami Shozan Echo) (1851–1928)

- 75/48/21. Kendo Ueki (ur. 1871-?)

- 73/46/19. Jinjo Sozen (1842–1914)

- 72/45/18. Kodo Giseki (1839–1888)
- 72/45/18. Koshu Sotaku (1840–1907)
- 72/45/18. Kōsen Sōon (Imakita Kōsen) (1816–1892)

- 73/46/19. Kōgaku Sōen (1859–1919)

- 74/47/20. Hōgaku Jikō (bd)
- 74/47/20. Senzaki Nyogen (1876–1958)
- 74/47/20. Tetsuō Sōkatsu (1870–1954)

- 75/48/21. Zuigan Sōseki (Gotō Zuigan) (1879–1965)

- 76/49/22. Walter Nowick (29 stycznia 1926-6 lutego 2013) USA
- 76/49/22. Oda Sesso (1901–1966)

- 77/50/23. Sojun Kannon (bd)

- 76/49/22. Morinaga Soko (1925–1995)

- 75/48/21. Shigetsu Sōshin (Sasaki Shigetsu) (1882–1945)